# Léh
Léh es un pueblo ubicado en el distrito de Szikszó, en el condado de Borsod-Abaúj-Zemplén, Hungría.

## Superficie
Posee una superficie de 8,450 kilómetros cuadrados.

## Demografía
Hasta 2019 la población era de 399 habitantes, con una densidad de población de 47,22 habitantes por kilómetro cuadrado.